# Symphyotrichum sericeum
Symphyotrichum sericeum là một loài thực vật có hoa trong họ Cúc. Loài này được (Vent.) G.L.Nesom miêu tả khoa học đầu tiên.